# Sarah Sophia Banks
Pour les articles homonymes, voir Banks.
Sarah Sophia Banks (28 octobre 1744 - 27 septembre 1818) est une collectionneuse d'antiquités anglaise, sœur et collaboratrice du botaniste Joseph Banks. Elle collectionne des pièces de monnaie, des médailles et des documents éphémères qui ont aujourd'hui une valeur historique, tels que des journaux grand format, des coupures de journaux, des cartes de visite, des estampes, des publicités et des affiches.

## Biographie
Elle est née le 28 octobre 1744 au 30 Argyll Street à Soho, Londres, fille de William Banks, député de Grampound, et de sa femme Sarah,.
Elle "a discuté de questions de biologie végétale avec son frère..." et "... l'a beaucoup influencé". Bon nombre « de ses idées ont fait leur chemin dans ses écrits [et elle] a également fourni un soutien précieux en recopiant et en éditant l'intégralité du manuscrit du voyage de Banks à Terre-Neuve (publié en 1766) ».
Ses collections variées sont léguées à son frère et sa belle-sœur qui les offrent au British Museum et au Royal Mint Museum. Sa collection de pièces de monnaie est maintenant répartie entre le British Museum et la Royal Mint, tandis que ses estampes sont hébergées entre le British Museum et la British Library. La redécouverte de son album sur le monstre de Londres, un homme qui a attaqué des dizaines de femmes de 1788 à 1790, a conduit directement au livre de Jan Bondeson sur le sujet en 2000.